# The Night of the Rabbit
The Night of the Rabbit ist ein Point-and-Click-Adventure aus dem Jahr 2013, welches von Daedalic Entertainment entwickelt wurde. Es basiert auf einer Idee von Matt Kempke und Sebastian Kempke.

## Handlung
Der zwölfjährige Jeremias Haselnuss folgt einem sprechenden weißen Hasen durch ein Portal in die magische Welt Mauswald, in der die Tiere sprechen können. Der weiße Hase, Marquis de Hoto, ist ein sogenannter Baumläufer, ein magisches Wesen, das mit Hilfe von Portalbäumen zwischen verschiedenen Parallelwelten hin und her springen kann. Er macht Jeremias zu seinem Zauberlehrling. Mit der Zeit findet Jeremias heraus, dass Mauswald unter dem Bann des bösen Magiers Zaroff steht. Er erkennt, dass auch seine eigene Welt in Gefahr ist. Jeremias muss den Magier Zaroff besiegen, um die Welten, die er besucht, zu retten. Seine Reise führt ihn an verschiedene Orte, die er durch Portalbäume bereisen kann. Er lernt Zaubersprüche, trifft auf interessante und geheimnisvolle Charaktere und findet auch einiges über sich selbst heraus.
Neben der Haupthandlung gibt es zahlreiche Nebenhandlungen und auch weitere Bonusspiele, die sich im Verlauf des Spiels meistern lassen. Dazu gehört auch ein Quartett-Kartenspiel, welches sich mit nahezu jedem der vielen Charaktere spielen lässt.

### Hauptcharaktere
Jerry Haselnuss
Jerry Haselnuss ist der Protagonist des Spieles. Er ist ein zwölfjähriger Junge, der sich nichts sehnlicher wünscht, als Magier zu werden. Jerry besitzt eine ausgeprägte Fantasie, die ihn immer wieder zu spannenden Abenteuern verführt. Zwei Tage vor Ferienende stolpert er so unerwartet in das wohl größte Abenteuer, das er je erlebt hat.
Marquis de Hoto
Der Marquis de Hoto ist ein gut gekleideter, menschengroßer, weißer Hase mit roten Augen. Jerry trifft auf den Marquis unmittelbar zu Spielbeginn. Der Marquis nennt sich selbst einen Baumläufer und besitzt magische Fähigkeiten. Etwas Geheimnisvolles, aber auch beunruhigendes umgibt den großen Hasen, doch Jerry vertraut ihm. Im Spielverlauf ist der Marquis de Hoto eine wichtige Charaktere, die Jerry durch die magische Welt der Baumläufer führt. Gegen Spielende findet Jerry das Geheimnis um den Marquis de Hoto heraus.
Der Zauberer von Mauswald
Der Zauberer von Mauswald wohnt in einem gewöhnlichen Menschenhaus an einem Bahnhofsgelände. Er ist selbst ein Mensch, der sich jedoch – in angepasster Körpergröße – um Mauswald kümmert.
Der große Zaroff
Zaroff ist der mysteriöse, böse Magier. Seine Vergangenheit wird zum Ende des Spiels enthüllt. Zaroff versucht, die Welt in seinen Bann zu bringen und manipuliert auch die Mauswaldbewohner. Jerry weiß lange Zeit nicht, was es mit Zaroff auf sich hat. Lediglich die vielen Werbeplakate fallen ihm immer wieder auf. Gegen Spielende muss sich Jerry jedoch intensiv mit Zaroff auseinandersetzen, was nicht ganz einfach ist. Wenn Jerry es nicht schafft, Zaroff zu besiegen, sind Mauswald und alle anderen Welten und Zeiten in großer Gefahr.
Waldschrat
Der Waldschrat ist ein Wanderer zwischen den Welten. Er bereist Realität und Fantasie. Zu seinen Lieblingsbeschäftigungen gehört es, Geschichten zu sammeln. Jerry bekommt von ihm gelegentlich interessante Geschichten erzählt, die im Spiel gesammelt und als Hörbuch immer wieder angehört werden können.
Die Waldzwerge
Die Waldzwerge wohnen etwas außerhalb von Mauswald. Sie pflanzen Rüben an, aus denen sie Blausaft herstellen. Blausaft ist bei den Mauswaldbewohnern sehr beliebt. Steinberg ist der wichtigste der drei Waldzwerge. Jerry hilft ihm, einen lästigen Zwergenschnupfen loszuwerden. Die anderen beiden Waldzwerge spielen keine spielrelevante Rolle.
Die zwielichtigen Fremden
Vier zwielichtige Gestalten mit Holzmasken tauchen in Mauswald auf und versuchen, die Mauswalder dazu zu bringen, ihr Land zu verkaufen, dem Glücksspiel zu frönen oder seltsame Tinkturen zu kaufen. Hinter den Masken verstecken sich üble Charaktere, die Jerry enttarnen und Mauswald von ihnen befreien muss.

### Schauplätze
Im Spiel bereist man verschiedene Schauplätze, die sehr verschiedenartig sind und voller Geheimnisse und Rätsel stecken.
Jerrys Zuhause;
Jerry wohnt hier gemeinsam mit seiner Mutter in einem netten kleinen Haus am Waldrand. Nichts scheint diese Idylle stören zu können. Vor dem Haus wachsen leckere Früchte und die Stadt liegt unmittelbar hinter einem kleinen Waldstück.
Mauswald und Umgebung
Mauswald ist der zentrale Handlungsort des Spiels. Hier spielt der größte Teil des Spiels und auch die meisten Aufgaben müssen hier gemeistert werden. Mauswald ist ein idyllischer Ort, überdacht von einem großen, alten Baum, durchflossen von einem Bach. Mauswald wird jedoch durch eine benachbarte Müllkippe einer Stadt der Menschen bedroht. Zu den Bewohnern gehören neben Mäusen auch zahlreiche andere Spezies. Es gibt einen Stadtrat, handwerklich begabte Igel, ein Café und vieles mehr. Mauswald wird bewacht, denn seit einiger Zeit treiben Krähen ihr Unwesen und terrorisieren die Mauswaldbewohner regelmäßig. Am Stadtrand von Mauswald befinden sich einige Orte, darunter auch ein Sumpf, sowie die Behausungen der Waldzwerge.
Die grüne Insel
Irland, die grüne Insel, ist die Heimat von Kobolden. Einen von ihnen lernt Jerry kennen und folgt ihm durch ein Baumportal. Auf der grünen Insel gilt es, den Kobold wieder etwas glücklicher zu machen.
Die Arktis
In der Arktis trifft Jerry auf eine Polarforscherin mit einem großen Problem. Die kalte und raue Umgebung macht es der Forscherin schwer, ihre Aufgabe zu bewältigen. Jerry greift ihr hier geschickt unter die Arme.
Japan
Nach dem Durchschreiten eines Baumportals gelangt Jerry nach Japan, wo er auf seltsame Fuchsstatuen und einen depressiven Dichter trifft. Ebenso lernt er hier Kitsune näher kennen.
Die Zwischenwelt
Die Zwischenwelt ist eine Art Traumwelt mit einer Vielzahl verwirrender Pfade die nicht unbedingt an den Ort führen, den man erwartet. Etwas Dunkles umgibt diesen Ort und Jerry muss sich bemühen, hier den richtigen Weg zu finden.
Der Erste Baum
Der Erste Baum ist der zentrale Punkt aller Baumportale. Seine Wurzeln reichen tief durch Zeit und Raum. Es handelt sich um den allerersten Baum, der in Mauswald wuchs. Im letzten Abschnitt des Spiels, ist dieser Ort sehr wichtig.

## Spielprinzip und Technik
The Night of the Rabbit ist ein klassisches Point-and-Click-Adventure. Der Spieler steuert den Charakter Jerry Haselnuss per Mausklick durch verschiedene Bildschirme und interagiert mit der Umgebung. Hierbei kann sowohl mit anderen Spielcharakteren, als auch mit Gegenständen interagiert werden. Gegenstände müssen durch Kombination und korrekte Zuordnung verwendet werden. Auf diese Weise werden Rätselaufgaben gelöst, die sich im Spielverlauf durch die Kommunikation mit den Spielfiguren ergeben. Gegenstände werden im Inventar verwaltet und können dort sowohl untersucht, als auch – soweit im Spiel vorgesehen – miteinander verwendet werden.
In Dialogen gibt es meist verschiedene Antwortmöglichkeiten, die den Spielverlauf je nach Wahl beeinflussen. Aufgabenstellungen und Rätsel sind für ein Spiel dieses Genres sehr anspruchsvoll und fordern vom Spieler, auch ungewöhnliche Lösungswege in Betracht zu ziehen. Die Steuerung ist dem Genre entsprechend einfach gehalten und ohne zeitkritische Aktionen durchführbar. Lediglich am Spielende gibt es eine kurze Echtzeitsequenz. Eine Unterbrechung des Spielablaufes ist jederzeit möglich. Im Spiel gibt es zudem einen Tag- und Nachtmodus, der unterschiedliche Aktionen und Interaktionen beinhaltet. Die Grafiken sind handgezeichnet und verleihen dem Spiel einen kinderbuchähnlichen Charakter.
Das Spiel wurde mit Hilfe der Spiel-Engine Visionaire Studio erstellt. Die Grafiken sind Handgezeichnete 2D-Grafiken, welche durch Bewegungsparallaxe eine räumliche Tiefenwirkung erhalten. Einige Spezialeffekte unterstützen die räumliche Wirkung.

## Produktionsnotizen
Die Grundidee um The Night of the Rabbit basiert auf einer Idee von Sebastian Kempke. In Verbindung mit einer von seinem Bruder Matt Kempke bereits 2005 geschriebenen Geschichte Acht Geschichten aus Mauswald wurde das Spiel um Mauswald entwickelt. Der Arbeitstitel war The Rabbit's Apprentice: Im Bann des Zaroff. Der Soundtrack (komponiert von Tilo Alpermann) wurde aufwändig produziert. Es handelt sich um eine orchestrale Begleitmusik, jeweils angepasst an die Szenen. Die Dialoge sind als Sprachausgabe und als Texteinblendung möglich.
The Night of the Rabbit wurde für Personal Computer entwickelt und am 29. Mai 2013 veröffentlicht. Knapp elf Jahre später, am 8. Mai 2024, erschien eine Portierung für die Handheld-Konsole Nintendo Switch.

### Synchronstimmen
| Charakter                                                           | Synchronsprecher          |
| ------------------------------------------------------------------- | ------------------------- |
| Jerry Haselnuss                                                     | René Dawn-Claude          |
| Marquis de Hoto, Glücksspiel-Echse                                  | Martin Sabel              |
| Waldschrat, Bau-Echse, Spitzweg, Steinberg                          | Gunnar Bergmann           |
| Der Zauberer von Mauswald                                           | Joscha Fischer-Antze      |
| Frau Haselnuss, Wächter 1                                           | Cosima Ertl               |
| Der große Zaroff                                                    | Rudolf Danielewicz        |
| Plato der Frosch, Blauer Igel, Bank-Echse                           | Tim Knauer                |
| Rucksackmaus, Roter Igel, Krämer-Echse, Wächter 2, Lichttechniker   | Tobias Diakow             |
| Anja Maus                                                           | Jodie Ahlborn             |
| Herr Kirchenmaus                                                    | Detlef Tams               |
| Konrad Eule, Partygast, Die Steinkröte, Der Polarwal                | Jürgen Holdorf            |
| Jonathan Eichhorn, Humbert, Nachtwächter, Fuchs-Torwächter          | Andreas Otto              |
| Edith Eichhorn, Tanzmaus, Hespera die Motten-Nonne, Polarforscherin | Julia Casper              |
| Ludwig Maulwurf, japanischer Poet                                   | Constantin von Westphalen |
| Gartenhase                                                          | Erik Range (Gronkh)       |
| Kanonier-Maus                                                       | Thomas Padanyi            |
| Phosphera, hohe Mottenpriesterin                                    | Beate Prahl               |
| Grünhut (Kobold), Erinnerung eines Raben                            | Jens Andresen             |
| Kitsune                                                             | Moira May                 |
| Herr Haselnuss                                                      | Matt Kempke               |

## Rezeption
The Night of the Rabbit erhielt vorwiegend positive Bewertungen. Die Rezensionsdatenbank Metacritic aggregiert 45 Rezensionen zu einem Mittelwert von 75. Das Spiel erhielt im Ausland, insbesondere von englischsprachigen Publikationen, auffallend positive Kritiken. Insbesondere die Synchronstimmen, Handlung und Produktionsdesign wurden vielfach gelobt. Chris Capel von Strategy Informer schrieb, „The Night of the Rabbit, egal wie es nun heißt oder welche kleineren Beschwerden ich auch hatte, ist ein Triumph“. Kritisiert wurden dagegen die unfairen Rätsel. Daniel Starkey von Gamespot bewertete das Spiel mit 7 von 10 Punkten und bemängelt vor allem nicht nachvollziehbare Rätsel und das Tempo des Spiels, fügt aber hinzu: „The Night of the Rabbit ist eine sehr persönliche Geschichte über einen Jungen, seinen Traum und die unheilvollen Gestalten, die es darauf abgesehen haben, ihn vom rechten Weg abzubringen. Nicht mit den umständlichen Rätseln, sondern mit seiner Erzählung punktet das Spiel, vorsichtig verknüpft es exzellente Musik, solide Synchronstimmen, großartige Charaktere und großartiger Art Direction zu etwas wirklich Besonderem.“ Im Durchschnitt bekam das Spiel im internationalen Vertrieb bessere Bewertungen als vorherige Adventures von Daedalic Entertainment.
In Deutschland reagierten die Rezensenten verhaltener. Die fantasievolle Umgebung, die Grafik und der Soundtrack sowie die Handlung wurden sehr positiv bewertet. Auch der Detailreichtum und der Umfang an Möglichkeiten im Spiel wurden gelobt. Gleichermaßen wurde jedoch die Fülle an Aufgaben und der teilweise recht hohe Schwierigkeitsgrad der Rätsel bemängelt. Einige Tester werteten zudem die Charaktere als zu oberflächlich. Auch hinsichtlich einiger Synchronstimmen gab es schlechte Wertungen, während andere Synchronstimmen den Testern besonders positiv auffielen. Es wurde oft bedauert, dass das Spiel sein Potential nicht voll ausschöpfe. Insgesamt konnte das Spiel die Tester jedoch in weiten Teilen überzeugen. Im Durchschnitt bekam das Spiel in Deutschland schlechtere Bewertungen als vorherige Adventures von Daedalic Entertainment.